# Tonight: Franz Ferdinand
Tonight: Franz Ferdinand é o terceiro álbum de estúdio da banda escocesa Franz Ferdinand, foi lançado em 26 de janeiro de 2009 no Reino Unido, e em 27 de janeiro nos Estados Unidos pela gravadora Domino.
Em Junho de 2007 os quatro voltaram às atividades, porém apenas uma das cinco músicas gravadas na época foi realmente aproveitada. As idéias vieram apenas quando começaram a tocar em um edifício municipal do século XIX, no Bairro de Govan, em Glasgow. O prédio tinha três andares que foram muito bem aproveitados devido às suas diferenças sonoras. "What She Came For", por exemplo, foi gravada na adega para obterem melhores resultados nas explosões punks, enquanto a acústica "Katherine Kiss Me" foi abafada pelos tecidos e tapetes do terceiro andar.
O co-produtor Dan Carey incentiva Kapranos a experimentar alguns efeitos sonoros mais viajantes, como no refrão de "No You Girls", que se trata do som de um fêmur humano golpeando uma pélvis, ou o som ondulante de um microfone, pendurado no teto, ao ser balançado em volta de um amplificador de guitarra.
Muitas músicas de Tonight abordam sobre obsessão, um tema sobre o qual o vocalista passa a entender após uma perseguidora aparecer em sua vida, mas apesar disso confessa achar fascinante; “A obsessão incontrolável está no centro de muitos romances, e nosso comportamento quando estamos apaixonados é ilógico, não é mesmo?”, diz Alex em uma entrevista.
Ao decidir a ordem das faixas, a banda percebe que seu álbum havia construído uma história sobre um jovem em uma noite pervertida na cidade, em "Ulysses" começa a ficar chapado e dá seu primeiro beijo em "No You Girls", mas leva logo um pé da garota em "Can't Stop Feeling", e a segunda metade de "Lucid Dreams" seria o clímax da noite. A faixa de "Dream Again" remete a Beatles, finalizando com "Katherine Kiss Me" simbolizando a luz do amanhecer.

## Faixas
1. "Ulysses" - 3:13
2. "Turn It On" - 2:23
3. "No You Girls" - 3:44
4. "Send Him Away" - 3:01
5. "Twilight Omens" - 2:32
6. "Bite Hard" - 3:31
7. "What She Came For" - 3:28
8. "Live Alone" - 3:36
9. "Can't Stop Feeling" - 3:05
10. "Lucid Dreams" - 7:58
11. "Dream Again" - 3:20
12. "Katherine Kiss Me" - 2:56

## Tabelas musicais
| Paradas                             | Melhor posição |
| ----------------------------------- | -------------- |
| Alemanha (Media Control)            | 2              |
| Austrália (ARIA Charts)             | 6              |
| Áustria (Ö3 Austria Top 40)         | 5              |
| Bélgica Flanders (Ultratop 50)      | 6              |
| Canadá (Canadian Albums Chart)      | 2              |
| Dinamarca (Hitlisten)               | 17             |
| Espanha (PROMUSICAE)                | 3              |
| Finlândia (Suomen virallinen lista) | 10             |
| França (SNEP)                       | 4              |
| Hungria (MAHASZ)                    | 6              |
| Irlanda (Irish Albums Chart)        | 10             |
| Itália (FIMI)                       | 8              |
| Japão (Oricon)                      | 6              |
| Nova Zelândia (RIANZ)               | 10             |
| Noruega (VG-lista)                  | 17             |
| Países Baixos (MegaCharts)          | 4              |
| Polônia (ZPAV)                      | 24             |
| Portugal (AFP)                      | 12             |
| Suécia (Sverigetopplistan)          | 13             |
| Suíça (Schweizer Hitparade)         | 3              |
| Reino Unido (UK Albums Chart)       | 2              |
| Estados Unidos (Billboard 200)      | 9              |